# Levenn
 (septembre 2024).
Si vous disposez d'ouvrages ou d'articles de référence ou si vous connaissez des sites web de qualité traitant du thème abordé ici, merci de compléter l'article en donnant les références utiles à sa vérifiabilité et en les liant à la section « Notes et références ».
La société parisienne Ernst & Cie étaient un constructeur pionnier de l'automobile français, entre 1899 et 1900.

## Historique
La société parisienne Ernst & Cie a commencé à produire des voiturettes en 1899, qui ont été commercialisées sous le nom de Levenn. En 1899, la Levenn Voiturette fait ses débuts à l’Exposition de l’Automobile Club. D’autres véhicules exposés provenaient de de Dion-Bouton, Renault, Tourgan et Foy, Riancey et Gevin, et Quérey. Le seul modèle de la société était équipé d’un moteur V2 refroidi par air avec refroidissement à ailettes, qui avait un allumage électrique.
Une particularité était la transmission par friction.
Un pignon monté sur la boîte de vitesses à friction transmet son mouvement à l’essieu arrière via une chaîne.
Il est possible de réaliser confortablement toute l’échelle de vitesse en marche avant et arrière de 0 à de 50 km/h. Bien entendu, la marche arrière ne peut être engagée qu’à très basse vitesse. Un petit volant placé sous la main droite du conducteur sert à effectuer ces variations de vitesse, et un levier Place à gauche du conducteur permet d’obtenir la friction du système des deux petits volants sur le volant principal. Une direction à barre d’une très grande sûreté, et un système de freins puissants donne au conducteur une très grande sécurité de conduite. Le corps ouvert offrait de la place pour deux personnes. En 1900, la production de la Levenn s’arrête à nouveau.